# Martellus Bennett
Martellus Demond Bennett (Houston, 10 de março de 1987) é um jogador profissional de futebol americano dos Estados Unidos que joga como tight end. Atualmente defende o New England Patriots.

## Carreira
Martellus Bennett venceu o Super Bowl 2017 pelo New England Patriots,em fevereiro,e em 10 de março,no dia de seu aniversário,foi anunciado como o novo reforço do Green Bay Packers.